# ヴァイオリンソナタ第17番 (モーツァルト)
ヴァイオリンソナタ第17番 ハ長調 K. 296 は、ヴォルフガング・アマデウス・モーツァルトが作曲したヴァイオリンソナタ。

## 概要
1778年3月11日にマンハイムで完成され、その当時は母親と一緒にマンハイム・パリ旅行に赴いており、途中マンハイムでゼラリウス家（宮廷顧問官）に滞在することとなった。これはモーツァルトたちに宿舎を提供してくれたために、その感謝の気持ちとして当家の15歳の娘テレーゼ・ピエロンに献呈した。そのためか自筆譜には「テレーゼ嬢のために」と記されている。
のびやかな表情や生き生きとした曲想を特色とした作品であり、ピアノが中心になっている反面、第2楽章と第3楽章ではヴァイオリンの活躍の場が与えられている。また第2楽章と第3楽章では、J.C.バッハの旋律が流用されている。

## 構成
全3楽章構成。演奏時間は約16分である。
- 第1楽章 アレグロ・ヴィヴァーチェ
ハ長調、4分の4拍子、ソナタ形式。
- 第2楽章 アンダンテ・ソステヌート
ヘ長調、4分の3拍子、三部形式。
- 第3楽章 ロンドー：アレグロ
ハ長調、2分の2拍子、ロンド形式。

スケールの大きいロンドとなっている。